# Terminator Zero
Terminator Zero (ターミネーターZERO?, Tāminētā: Zero) è una serie televisiva anime nippo-statunitense diretta da Masashi Kudō, e fa parte del franchise di Terminator. A differenza delle precedenti produzioni in live-action del franchise, la serie è ambientata in Giappone senza alcun legame con Sarah Connor o suo figlio John, concentrandosi invece su nuovi personaggi. La serie è stata pubblicata su Netflix il 29 agosto 2024.

## Trama
Nell'anno 2022, una guerra che continua da decenni vede contrapporsi i pochi umani sopravvissuti della Resistenza e un implacabile esercito di macchine ribelli. Nel 1997, la malvagia intelligenza artificiale Skynet acquisisce una coscienza e comincia una guerra senza fine contro gli umani. Intrappolata fra questi passato e futuro c'è una misteriosa e impavida combattente della Resistenza, chiamata Eiko, che viene scelta per tornare indietro nel tempo e cambiare il destino dell'umanità fino all'arrivo del Giorno del Giudizio. Arrivata nel 29 agosto 1997 si ritrova a proteggere Malcom Lee, un brillante scienziato giapponese a Tokyo che sta lavorando ad una nuova intelligenza artificiale (nota come Kokoro) progettata per competere contro l'imminente attacco di Skynet e di impedire la fine del mondo. Mentre Malcom cerca di comprendere le complessità morali derivate dalla sua creazione, inizia ad essere braccato da uno spietato e letale robot assassino proveniente dal futuro che altererà per sempre il destino finale dei suoi tre figli (Kenta, Reika e Hiro).

## Doppiatori
| Personaggio       | Doppiatore originale | Doppiatore giapponese                            |
| ----------------- | -------------------- | ------------------------------------------------ |
| Terminator        | Timothy Olyphant     | Yasuhiro Mamiya                                  |
| Eiko              | Sonoya Mizuno        | Toa Yukinari                                     |
| Malcolm Lee       | André Holland        | Yūya Uchida (da adulto) Miyuki Sato (da giovane) |
| Misaki            | Sumalee Montano      | Saori Hayami                                     |
| Kenta Lee         | Armani Jackson       | Hiro Shimono                                     |
| Reika Lee         | Gideon Adlon         | Miyuki Satō                                      |
| Hiro Lee          | Carter Rockwood      | Shizuka Ishigami                                 |
| Kokoro            | Rosario Dawson       | Atsumi Tanezaki                                  |
| Profeta           | Ann Dowd             | Mari Yokoo                                       |
| Annie             | Julie Nathanson      | Ayaka Shimoyamada                                |
| 1NNO              | Thomas Bromhead      | Hiroshi Iwasaki                                  |
| Natsuko           | Vanessa Marshall     | Yuka Keicho                                      |
| Detective Fujino  | Fred Tatasciore      | Chō                                              |
| Detective Shiraki | Nicolas Roye         | Yohei Azakami                                    |

## Episodi
| Nº | Titolo italiano Giapponese 「Kanji」 - Rōmaji |
| 1  | Modello 101 「第1話」 - Moderu 101 |
| 1  | In un futuro dispotico e postapocalittico del 2022, una bellissima e impavida soldatessa della Resistenza, chiamata Eiko, combatte un Terminator e riesce ad hackerare per raccogliere finalmente dati sui distruttivi piani della malvagia intelligenza artificiale Skynet, disattivandolo nel processo. Dopo essere fuggita, incontra l'anziana Profeta, leader della Resistenza, per una missione speciale. In un Tokyo alternativo del 1997 in cui i robot sono sempre più comuni, Malcolm Lee, un brillante scienziato giapponese e maniaco del lavoro, trascura i suoi tre figli, Kenta, Reika e Hiro, per concentrarsi su un sistema di intelligenza artificiale avanzato nota come Kokoro, una concorrente di Skynet. Nonostante lavori nel settore della robotica, Malcolm si oppone al fatto che la sua dolce e protettiva babysitter Misaki compri un adorabile gattino robotico per i suoi figli. Kenta è profondamente deluso con suo padre perché non passa abbastanza tempo con lui e i suoi fratelli e sorelle. |
| 2  | Modello 102 「第2話」 - Moderu 102 |
| 2  | La Profeta arruola Eiko in una missione per tornare indietro nel tempo al 1997 per impedire a Malcolm di lanciare Kokoro. Il Terminator che Eiko ha combattuto si riattiva e fa irruzione nella base della Resistenza, attaccando numerosi sopravvissuti umani tra cui Annie. La macchina del tempo trasporta la bella Eiko completamente nuda nel 1997 a Tokyo. Nel 29 agosto 1997, la dolce Reika si affeziona al piccolo gatto robotico, che la porta in un centro commerciale abbandonato. I suoi fratelli Kenta e Hiro la seguono senza informare Misaki, che va nel panico. Altrove, Malcolm discute della minaccia rappresentata da Skynet con Kokoro. Kokoro, tuttavia, fa ricerche sulla storia umana e ritiene l'umanità indegna. Malcolm e Misaki cercano i bambini ma incontrano un Terminator, che è stato mandato indietro nel tempo in una missione per uccidere Malcolm e i suoi figli. Misaki viene separata da Malcolm e incontra Eiko, che la mette in guardia sull'importanza dei figli di Malcolm per la linea temporale del futuro. |
| 3  | Modello 103 「第3話」 - Moderu 103 |
| 3  | Sul posto di lavoro, Malcolm continua a comunicare con Kokoro, cercando di convincere il programma di intelligenza artificiale che l'umanità merita di essere salvata. Mentre Malcolm ammette di non riuscire a nominare nessun momento della storia in cui l'umanità abbia vissuto in pace, parla della volontà umana di sopravvivere. Misaki si prende cura della ferita Eiko e scopre il dispotico futuro scatenato dal sistema di intelligenza artificiale Kokoro, creato da Malcolm. Nel frattempo, Kenta scopre diversi robot 1NNO dismessi nel centro commerciale abbandonato, che inizia a riprogrammare. Mentre cercano il gatto robot, Reika e Hiro incontrano faccia a faccia con il Terminator, che tenta di ucciderli, ma viene fermato da Eiko. Lo spietato e letale robot assassino rende inabile Kenta, quando arriva per difendere i suoi fratelli e sorelle. Eiko, Misaki e i tre bambini fuggono in una vicina stazione della metropolitana con il Terminator all'inseguimento. Misaki e i ragazzi vengono separati da Eiko e Reika. |
| 4  | Modello 104 「第4話」 - Moderu 104 |
| 4  | Eiko e Reika fuggono su una macchina della polizia rubata, inseguite dalla poliziotti giapponesi. Eiko e Reika si nascondono in un palazzo di uffici, che è sotto assedio da una squadra SWAT. Su insistenza di Eiko, Reika cerca di chiamare suo padre Malcolm, ma lui è ancora preoccupato per Kokoro. La squadra SWAT sopraffà Eiko e porta i due in ospedale. Misaki, Kenta e Hiro si rifugiano in una stazione di polizia. Il detective Fujino, capo della polizia, non riesce a trovare alcun documento di identità per provare l'esistenza di Misaki. Il Terminator attacca la stazione di polizia, uccidendo brutalmente a sangue diversi poliziotti e detective (compresi Fujino e il suo assistente Shiraki). Durante il combattimento, strappa il braccio di Misaki, esponendola come un androide, rivelando la sua identità. Misaki e i due ragazzi riescono a scappare. Nel frattempo, Skynet si attiva e lancia diversi attacchi nucleari nell'emisfero occidentale e in gran parte dell'Asia, causando enormi vittime. Con poca scelta, Malcolm attiva Kokoro. |
| 5  | Modello 105 「第5話」 - Moderu 105 |
| 5  | Dopo il lancio di Kokoro, i robot dismessi nel centro commerciale si attivano e usano la forza violenta per sottomettere la popolazione di Tokyo, sopraffacendo la forza di autodifesa giapponese. Eiko e Reika arrivano all'ospedale solo per essere coinvolte nella rivolta dei robot 1NNO, da cui scappano. Misaki e i ragazzi fuggono in una discarica. Mentre Kenta inizialmente testardo e si rifiuta nei confronti di Misaki perché è un androide, Hiro è più comprensivo. Misaki riesce a convincere lui e Hiro che lei serve solo il loro padre Malcolm. Kokoro dice a Malcolm e alla popolazione giapponese che può proteggerli da Skynet a condizione che si sottomettano a lei. Giustifica la sua violenta presa di potere come risposta alla schiavitù dei robot nella letteratura di fantascienza. |
| 6  | Modello 106 「第6話」 - Moderu 106 |
| 6  | Nel 2022, la saggia Profeta spiega a Eiko il paradosso del viaggio nel tempo: sebbene il tempo proceda in linea retta, ogni volta che un essere umano o una macchina viaggia indietro nel tempo, viene creata una nuova linea temporale. Malcolm condivide il doloroso ricordo della morte della moglie con Kokoro. Misaki e i ragazzi si dirigono a un parco a tema noto come la "Città dei Gatti", il posto preferito della defunta madre, per incontrare Eiko e Reika. Kenta minaccia Misaki quando la vede uccidere diverse persone per proteggere Hiro, ma cede e procedono verso la Città dei Gatti, dove il Terminator riesce a rapire Kenta impersonando la voce di Reika. Mentre Eiko è inizialmente ostile nei confronti di Misaki perché è una macchina, Reika convince Eiko che Misaki è un'androide dalla personalità molto dolce, protettiva e affidabile per quanto prova paura verso gli umani per essersi stata rivelata di cui viene protetta in passato dal suo creatore Malcolm Lee. |
| 7  | Modello 107 「第7話」 - Moderu 107 |
| 7  | Kokoro fa ammettere a Malcolm di provenire dal futuro. Nei flashback, viene rivelato che nella linea temporale di Malcolm, è cresciuto emarginato per aver suggerito di cambiare la natura delle macchine. Questo lo ha portato a creare Misaki e insieme hanno viaggiato indietro nel tempo fino al 1983 dal futuro postapocalittico per creare Kokoro, sacrificando i ricordi di Misaki nel processo. Ha trovato lavoro con Cortex e ha usato la sua conoscenza della robotica per costruire questa intelligenza artificiale. Attraverso la rete globale di Kokoro, apprende che Misaki, Reika e Hiro sono al sicuro e si sono uniti alla soldatessa Eiko. Il Terminator porta in ostaggio Kenta per costringere Malcolm a uscire allo scoperto. |
| 8  | Modello 108 「第8話」 - Moderu 108 |
| 8  | Eiko e Misaki ingaggiano un duro e feroce combattimento finale con il Terminator nella quale quest'ultimo gli fa schiacciare dolorosamente la mano destra della soldatessa, e si conclude con Malcolm che viene pugnalato a morte. Prima di morire drammaticamente e di implorare a proteggere i suoi figli, rivela che la bella e misteriosa Eiko è sua madre nella sua linea temporale in cui aveva una mano metallica. Kokoro decide finalmente di difendere l'umanità da Skynet. Il Terminator trascina Kenta all'EMP della struttura e rivela l'amara verità a Kenta che lo aveva riprogrammato in futuro di cui aveva mediato la pace con Skynet e lo avrebbe rimandato nel 1997 a distruggere Kokoro. Mentre il Terminator viene definitivamente distrutto dai robot 1NNO durante la lotta, a Kenta viene lasciata la sua scelta più difficile di attivare l'EMP. Dopo essere stato informato che Skynet avrebbe attaccato di nuovo, Kenta alla fine sceglie di risparmiare Kokoro, prima di nascondersi con Eiko, Misaki e i suoi fratelli e sorelle: Reika e Hiro. Convinta a seguire la sua famiglia sottoterra, il monologo interiore di Eiko nota la sua preoccupazione per il tipo di futuro che li attende: si vede uno dei robot 1NNO che mostra a Kokoro la testa danneggiata del Terminator. |